# Уркхарт, Фергюс
Фергюс Уркхарт (англ. Feargus Urquhart; род. 19 апреля 1970) — американский разработчик компьютерных игр, глава компании Obsidian Entertainment.

## Биография

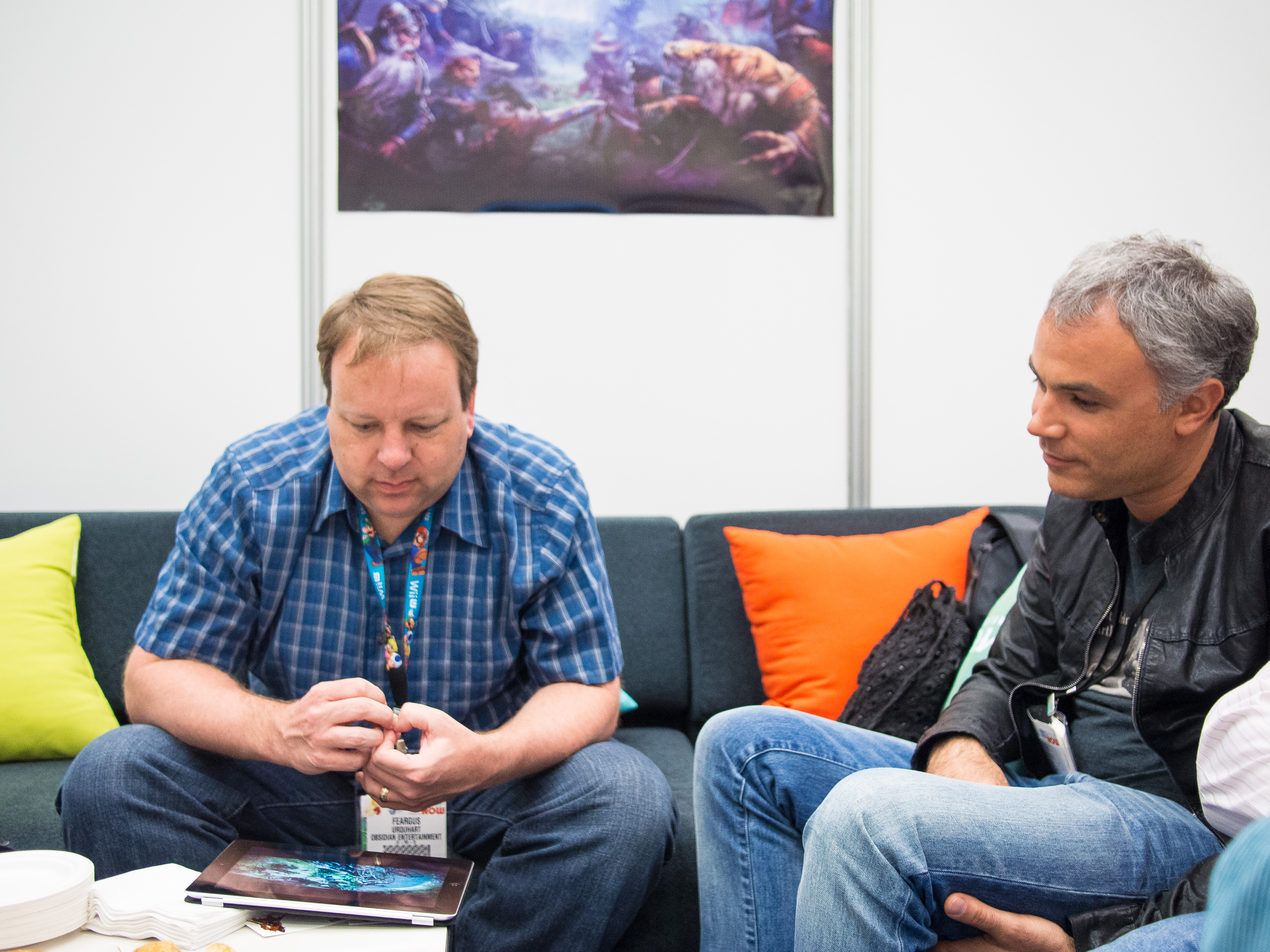
Фергюс Уркхарт и Сергей Орловский на E3 2013

Фергюс Уркхарт приобрёл известность, работая в компании Interplay Entertainment, в частности, как лидер Black Isle Studios, подразделения Interplay, занимавшегося разработкой компьютерных ролевых игр. Подразделение было создано Уркхартом в 1997 году. В его составе Уркхарт выпустил две первые игры сериала Fallout. В 1999 году сайт RPG Vault (IGN) присудил Уркхарту награду Unsung Hero of the Year (рус. «Неизвестный герой года»), отметив, что большинство поклонников игр не подозревают о вкладе Уркхарта в проекты Black Isle Studios, так как он сразу отметает все попытки признать его достижения.
Когда Interplay столкнулась с финансовыми трудностями и будущее Black Isle Studios стало неопределённым, Уркхарт и несколько других ветеранов индустрии покинули студию, чтобы в 2003 годусоздать компанию Obsidian Entertainment. Ургхарт занял в ней пост главы компании.
В настоящее время Фергюс Уркхарт живёт в Ирвайне (Калифорния). Женат, воспитывает двух детей.